# Ghorband
Ghorband, eller Darya-ye Ghorband (persiska: دریای غوربند), är ett vattendrag i Afghanistan. Det ligger i provinsen Parwan, i den nordöstra delen av landet. Ghorband mynnar som högerbiflod i Panjshir.